# Daniel Salamanca Urey

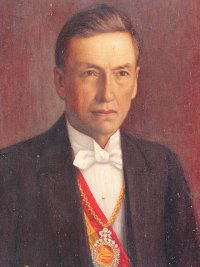
Daniel Salamanca Urey

Daniel Salamanca Urey (Cochabamba, 8 juli 1869 – Cochabamba, 17 juli 1935) was de president van Bolivia van 5 maart 1931 totdat hij werd afgezet tijdens een staatsgreep op 27 november 1934 tijdens de desastreuze Chaco-oorlog met Paraguay. Hij werd als president opgevolgd door José Luis Tejada Sorzano.